# Obovaria retusa
Obovaria retusa är en musselart som först beskrevs av Jean-Baptiste Lamarck 1819.  Obovaria retusa ingår i släktet Obovaria och familjen målarmusslor. IUCN kategoriserar arten globalt som akut hotad.

## Underarter
Arten delas in i följande underarter:
- O. r. retusa
- O. r. lens